# Instituto de Historia de la Iglesia
El Instituto de Historia de la Iglesia es un instituto que forma parte de la Facultad de Teología de la Universidad de Navarra. Desde su creación hasta el año 2006 desempeñó la labor docente de los estudios dedicados a la Historia de la Iglesia dentro de la Facultad de Teología. Desde ese año su función es únicamente investigadora. 

## Junta de Gobierno
Su junta está compuesta por los profesores Marcelo Merino (Director) y Álvaro Fernández de Córdova (Secretario).

## Actividad investigadora
El Instituto publica desde 1992 la revista Anuario de Historia de la Iglesia y desde 1970 una colección de monografías históricas bajo el título Colección Historia de la Iglesia.